# Elektronische Fallakte
Die Elektronische FallAkte (EFA) bezeichnet ein Kommunikationskonzept für den digitalen Austausch medizinischer Daten zwischen (regional) verteilten Ärzten hinsichtlich eines komplexen Krankheitsfalles eines Patienten.
Das Hauptziel der Elektronischen FallAkte ist es, ein vollständiges, regionales Versorgungsnetzwerk zu ermöglichen, welches mit Hilfe vielfältiger Gesundheitsdatendienste die fallspezifische, digitale Vernetzung der Akteure ermöglicht. Dabei werden die vorhandenen Datenschutzanforderungen im deutschen Medizinsektor vollständig berücksichtigt.

## Historie
Erste Aktivitäten im Bereich der Elektronischen FallAkte starteten bereits im Jahre 2006, als mehrere private Klinikketten und die Deutsche Krankenhausgesellschaft (DKG) eine entsprechende Projektinitiative zur Verbesserung der Kommunikation zwischen stationärem und ambulantem Bereich gründeten. Aus dieser Initiative ging dann 2009 der Verein Elektronische FallAkte e.V. hervor, der seither in Zusammenarbeit mit dem Fraunhofer-Institut für Software- und Systemtechnik (ISST) und dem Fraunhofer-Institut für Offene Kommunikationssysteme (Fokus) die Entwicklung und Verbreitung der Elektronischen FallAkte vorantreibt.
2007 wurde die Version 1.0 der EFA Spezifikation finalisiert und zunächst nur im Rahmen eines Proof of Concept implementiert. Im Februar 2008 wurde mit der EFA Version 1.2 das erste öffentliche Major-Release der EFA-Spezifikation von den Trägern der EFA-Initiative freigegeben. Erste Implementierungen folgten bereits Ende 2008 im Rahmen von Pilotprojekten.
Parallel bewegten sich die meisten Systemhersteller mit ihren Entwicklungen im Bereich der Schnittstellen für den einrichtungs-/systemübergreifenden Datenaustausch in Richtung des IHE-Profils XDS, welches bislang in der EFA Spezifikation logisch aber nicht technisch berücksichtigt wurde. Um die Akzeptanz der EFA bei Systemherstellern zu verbessern und eine Integration in bestehende Systeminfrastrukturen zu erleichtern, wurde entschieden in der nächsten Version IHE als technische Basis für die EFA Spezifikation zu nutzen.
Im Frühjahr 2012 gründeten daher der Bundesverband Gesundheits-IT bvitg e.V. und der Verein Elektronische FallAkte e.V. die Arbeitsgruppe „EFA on top of IHE“. Ziel war es, eine den deutschen Rahmenbedingungen entsprechend angepasste Spezifikation für eine arztgeführte FallAkte zu entwickeln, die auf dem internationalen IHE-Standard aufbaut.
Mit der Veröffentlichung der Spezifikation EFA 2.0 im Herbst 2013 wurde erreicht, dass die Elektronische FallAkte anerkannte IHE-Profile berücksichtigt und die darin niedergelegten Standards nutzt.

## Spezifikation
Die Spezifikation steht auf den Seiten des HL7- und IHE-Konsortiums (Technische Spezifikation der Elektronischen Fallakte) frei zur Verfügung. Sie umfasst die konzeptionelle, die logische sowie die Umsetzungsperspektive der Elektronischen FallAkte. Die konzeptionelle Perspektive stellt mit dem Datenschutzkonzept, der Beschreibung der Akteure sowie den relevanten Geschäftsobjekten und Anwendungsfällen den inhaltlichen Rahmen der EFA dar. Die logische Perspektive beschreibt die technischen Modelle sowie die Fach- und Sicherheitsdienste der EFA. In der Umsetzungsperspektive wird aufgezeigt, wie diese unter Nutzung bestehender Standards technisch implementiert werden. Folgende Standards kommen u. a. zum Einsatz:
- IHE Cross-Enterprise Document Sharing (XDS)
- IHE Cross-Enterprise User Assertion Profile (XUA)
- IHE Basic Patient Privacy Consents (BPPC)
- Security Assertion Markup Language (SAML), eXtensible Access Control Markup Language (XACML), WS-Security (Web Service Security), Web Services Trust Language (WS-Trust)
- HL7 CDA
- ICD10, LOINC

Die EFA2.0 Spezifikation wurde im Frühjahr 2014 um Funktionen zur Peer-to-Peer-Vernetzung von EFA-Providern erweitert.

## Technische Integration
Die EFA kann tief in IT-Systeme (z. B. Krankenhausinformationssysteme) implementiert werden. Der Vorteil hierbei ist, dass die Funktionen der EFA in die technischen Prozesse des Primärsystems eingegliedert werden können. Diese tiefe Integration erfordert hohen Implementierungsaufwand durch die Primärsystemhersteller. Als Alternative kann das „EFA-Box“-Prinzip umgesetzt werden. Bei dieser Lösung werden die EFA Funktionalitäten in der „EFA-Box“ gebündelt und können über leicht integrierbare Schnittstellen, sogenannte „EFA-Stecker“, an die bestehenden IT-Systeme in med. Einrichtungen angeschlossen werden.

## Abgrenzung
Das Konzept der einrichtungsübergreifenden (intersektoralen) Elektronischen FallAkte (EFA) zeichnet sich dadurch aus, dass sie sich auf die konkrete Behandlung eines bestimmten medizinischen Krankheitsfalls eines Patienten konzentriert. Der Patient willigt dabei einer zeitlich auf die Krankheitsdauer begrenzten Speicherung seiner medizinischen Daten ein, welche in Form einer elektronischen Dokumentation (der Fallakte) in der Hoheit der von ihm berechtigten Ärzte geführt wird.
Bei einer persönlichen elektronischen Patientenakte (pEPA) liegt dagegen die Verantwortung über den Inhalt der medizinischen Dokumentation direkt beim Patienten. Dieser kann selber Informationen in die Patientenakte aufnehmen oder ggf. einen Arzt dazu beauftragen.
Mit einer einrichtungsübergreifenden elektronischen Patientenakte (eEPA) können über bestimmte Berechtigungsfilter Dokumentationsbereiche mit den Eigenschaften einer EFA als auch einer pEPA realisiert werden.

## Ausblick
Die Elektronische FallAkte soll als eine der ersten Mehrwertanwendung in die zukünftige deutsche Telematikinfrastruktur integriert werden. Die Erprobung hierzu wird etwa ab 2016 [veraltet] beginnen.
Aktuell laufen in Deutschland bereits mehrere Projekte zum Aufbau bzw. zur Ausweitung einer bestehenden Plattform zum Betrieb der Elektronischen FallAkte.
Als sogenannter EFA-Provider betreibt das Universitätsklinikum Aachen über die Tochterfirma Healthcare IT Solutions GmbH bereits das Portal „Fallakte Plus“. Das Portal und dessen Anwendungen sind Deutschlandweit über das sichere Netz der Kassenärztlichen Bundesvereinigung (KV-SafeNet) erreichbar.